# 요시다 가네사다

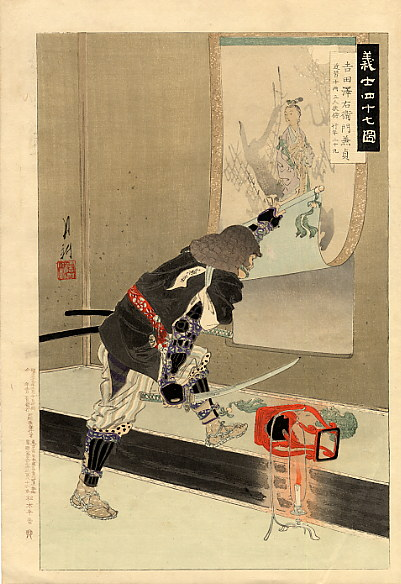
『의사 47도 요시다 사와에몬 카네사다』 (오가타 겟코作)

요시다 카네사다(일본어: 吉田 兼貞 よしだ かねさだ[*], 엔호 3년 (1675년) - 겐로쿠 16년 (1703년) 2월 4일)는 에도시대 전기의 무사이다. 아코 낭사 47사 중 한명이고, 요시다 카네스케의 아들이다. 통칭 사와에몬(일본어: 右衛門 さわえもん[*])이라 불렸다.

## 생애
엔호 3년 (1675년), 아코번사 요시다 카네스케의 3남으로 태어났다. 어머니는 쿠마다 신파치의 딸인 린이다. 아명은 센노죠(千之丞), 후에 분조(文蔵)라 칭하고, 게다가 사와에몬(沢右衛門)으로 바꾸었다. 형 2명은 요절하였기 때문에 요시다 가문의 적남으로 여겨졌다.
아버지와 마찬가지로 아코번을 섬겨, 가독 앞의 방에 살았는데, 분한장 중에는 10량 3인 부지의 킨슈 겸 쿠라부교로 되어 있는 것도 있다. 아사노 가문이 개역되자, 주로 아버지와 행동을 같이하였고, 키라 저택에 들어갈 때에는 아버지와 별도로 정문대에 소속되었다.
토벌 후에는 쵸후번 모리 츠나모토에게 맡겨졌다. 겐로쿠 16년 (1703년) 2월 4일, 모리가 가신 신도 타메에몬의 카이샤쿠로 할복했다. 향년 29세, 주군 아사노 나가노리와 같은 센가쿠지에 묻혔다. 법명은 인당괘검신사(刃当掛剣信士)이다.